# Klasa SMS
Klasa SMS (ang. Data Coding Scheme) – format kodowania wiadomości SMS.
Telefon komórkowy umożliwia wysyłanie wiadomości SMS kodowanych w klasie 2. Komunikaty operatorów sieci komórkowych są często kodowane w klasie 0. Istnieje możliwość wysyłania wiadomości SMS w klasie 0 ze zwykłego telefonu komórkowego przy wykorzystaniu specjalnego oprogramowania, ponadto niektóre modele telefonów umożliwiają wysłanie wiadomości w tej klasie bezpośrednio z menu (funkcja ta nosi nazwę Flash SMS).
Istnieją następujące klasy kodowania:
- klasa 0 – (ang. immediate display) wiadomość jest wyświetlana natychmiast na wyświetlaczu telefonu,
- klasa 1 – (ang. store in MS memory) wiadomość po wyświetleniu może być zachowywana w pamięci telefonu,
- klasa 2 – (ang. store in SIM card memory) wiadomość po wyświetleniu może być zachowywana w pamięci karty SIM telefonu,
- klasa 3 – (ang. store in equipment memory) wiadomość po wyświetleniu może być zachowywana przez urządzenie zewnętrzne.